# Poltys turriger
Poltys turriger là một loài nhện trong họ Araneidae.
Loài này thuộc chi Poltys. Poltys turriger được Eugène Simon miêu tả năm 1897.